# 여행 다큐멘터리

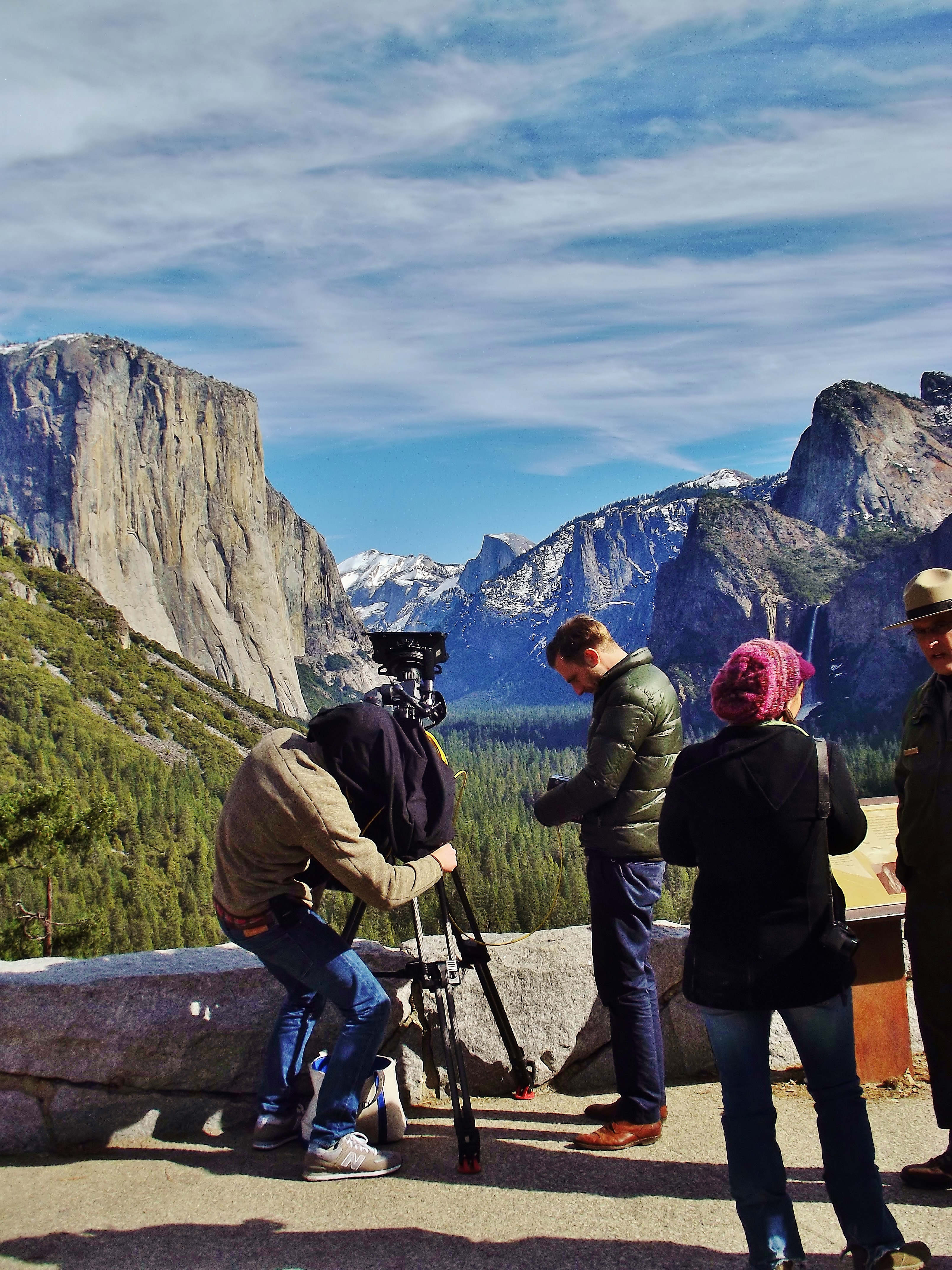
요세미티 계곡을 촬영하는 여행 채널

여행 다큐멘터리(travel documentary)는 특정 패키지 상품이나 여행사를 추천하지 않고 일반적인 여행이나 관광지를 묘사하는 다큐멘터리 영화, 텔레비전 프로그램 또는 온라인 시리즈이다. 여행기 영화(travelogue film)는 초기 여행 다큐멘터리의 한 종류로, 탐험적인 민족지 영화의 역할을 했다. 민족지 영화는 관객이 다른 반쪽을 보고 세상과 상대적인 관계를 맺도록 만들어졌다. 앨리슨 그리피스가 그녀의 저널에서 설명했듯이 이 영화들은 문화적 차이를 넘어 보는 볼거리이다. 1930년대 이전에는 할리우드 영화에서 다큐멘터리 영화의 중요성을 인지하기 어려웠지만, 1930년대 독립 영화 제작자들의 인기로 이러한 영화의 역사에 변화를 가져왔다.
이 장르는 제3자가 제작한 여행기를 선보인 '세븐 시즈를 건너서(Across the Seven Seas)'와 같은 텔레비전 프로그램과 극장 및 기타 장소에서 가끔씩 순회적으로 상영된 여행기로 대표되어 왔다.
영국인 희극 배우이자 배우인 마이클 페일린은 1989년 80일간의 세계 일주를 시작으로 이 장르의 여러 시리즈를 제작했다. PBS는 릭 스티브스와 버트 울프가 진행하는 여러 여행 프로그램을 방영하고 있다.

## 역사

### 여행기
여행기는 19세기 말부터 일반 대중에게 다양한 국가와 문화를 관찰할 수 있는 수단을 제공하는 데 사용되었다. 여행기는 일종의 가상 관광 또는 여행 다큐멘터리로 간주되었으며, 종종 동반되는 영화와 사진을 해설하는 강연으로 제공되었다. 여행기는 새로운 풍경을 여행하는 사람의 개인적인 경험을 바탕으로 하며, 주인공이 전체 이야기를 이끌어가는 민족지 영화의 맥락에서 존재한다. 여행기는 장소를 주요 주제로 사용하는 논픽션 영화로 정의된다. 종종 영화적 장치를 보여주고 개방적인 내레이션을 가지고 있다. 이상적인 여행 영화는 이야기와 등장인물의 도움으로 관객에게 감정적 유대감을 형성하게 하는 매력적인 풍경을 담고 있다.
여행기는 보통 길이가 약 80분이었고, 두 개의 1,000피트짜리 16mm 필름 얼레로 구성되었으며, 얼레를 교체하기 위한 중간 휴식 시간이 있었다. 여행기 영화 연설자는 종종 (항상 그런 것은 아니지만) 영화 제작자였으며, 일반적으로 각 얼레를 소개하고, 조명을 어둡게 해달라고 요청한 다음, 무대 위 독서대에서 영화를 라이브로 해설했다. 여행기 시리즈는 보통 겨울철에 제공되었으며, 소규모 및 중규모 도시에서는 구독 방식으로 판매되는 경우가 많았다. 관객은 공연 후 연설자를 직접 만날 수 있었다.
영화가 발전함에 따라, 대부분의 극장에서 제공되는 표준 영화 프로그램은 장편 영화와 뉴스 영화, 그리고 최소한 하나의 추가 단편으로 구성되었는데, 이는 여행기, 코미디, 만화 또는 시사적인 새로운 주제에 대한 영화 형태를 취할 수 있었다. 여행기는 가상 여행을 시뮬레이션하기 위해 소리, 동영상, 기계적 움직임을 조정한 영화 라이드를 포함하도록 더욱 발전했다. 열기구 탑승을 시뮬레이션하는 시네오라마와 바다 항해를 시뮬레이션하는 마레오라마(Mareorama)는 세계 박람회 및 전람회에서 주요 볼거리가 되었다.
오늘날의 여행기는 라이브 또는 녹음된 보이스오버 내레이션으로 상영될 수 있으며, 종종 음악과 현장 사운드가 포함된 동기화된 오디오 사운드트랙이 함께 제공된다. 이 쇼는 종종 학교 체육관, 시민 회관, 노인 복지관 다목적실, 사설 클럽, 극장 등에서 공연된다. 여행기는 키와니스, 라이온스 클럽, 로타리 클럽 등과 같은 지역의 비영리 지역사회 봉사 단체를 위한 인기 있는 모금원이었으며, 많은 클럽이 수십 년 동안 여행기 시리즈를 주최해 왔다.
여행기는 1874년부터 전 세계를 여행하기 시작한 미국 작가이자 강사 존 로슨 스토더드의 작품에서 유래한다. 그는 자신의 모험에 대한 책을 출판하고 북미 전역에서 강연을 했다. 원래 강연은 그가 찍은 사진에서 인쇄된 흑백 환등 슬라이드가 동반되었다. 1892년, 존 로슨 스토더드는 일라이어스 버튼 홈스를 주니어 동료로 채용했다. 스토더드가 1897년에 은퇴할 준비가 되었을 때, 그는 홈스가 나머지 강연을 맡도록 주선했다. 홈스는 그 시대 최고의 여행 강사가 되었고, 1904년에 강연 시리즈에 영화 클립을 도입하여 "여행기"라는 용어를 만들어 인기를 끌었다. 제2차 세계 대전 후, 로웰 토머스는 미국 전역의 영화관에서 상영된 인기 있는 무비톤 뉴스릴 여행기를 만들었다.
1950년대와 1960년대에는 더 많은 독립 영화 제작자들이 여행기를 제작하여 미국과 캐나다의 도시와 학교에서 상영되었다. 1970년대와 1980년대에는 전통적인 여행기의 인기가 시들해졌지만, 케이블 텔레비전 채널의 등장과 작고 고품질의 디지털 비디오 장비의 가용성으로 여행 영화의 인기가 다시 살아났다. 비록 여행기가 역사적으로 많은 인기를 누렸지만, 이 영화들은 인류학자들이 만든 것이 아니기 때문에 문화적으로 둔감한 표현으로 비판받아 왔다. 캐나다 북극의 한 가족에 대한 영화인 북극의 나누크가 유명한 예시인데, 이 영화의 많은 장면이 연출되었다.

### 현대
여행기는 교통 인프라가 발전하여 가능해진 시기에 여행 산업에 대한 관심을 불러일으키는 데 기여했다. 철도와 증기선이 더욱 접근하기 쉬워지면서, 그 당시 인기 있었던 여행기에 나온 것 때문에 더 많은 사람들이 먼 곳으로 여행하기를 원하고 열망하게 되었다. 오늘날 여행기는 대부분 IMAX 극장에서 볼 수 있으며, 극영화 촬영에서 역할을 한다. IMAX는 40년 이상 전에 그레임 퍼거슨, 로만 크로이터, 로버트 커가 기술을 개척하여 몬트리올, 캐나다의 EXPO 67과 후에 오사카시, 일본의 EXPO 70에서 처음 선보였다. 그 이후로 IMAX와 여행기는 서로에게 밀접하게 연결되었다. 1970년대와 1980년대에는 전통적인 여행기의 인기가 시들해졌다. 그러나 디스커버리 채널과 트래블 채널과 같은 케이블 텔레비전 채널의 등장과 작고 고품질의 디지털 비디오 장비의 가용성으로 여행 영화의 인기가 다시 살아났다. 개인이 여행하는 아마추어 영화도 여행기로 간주될 수 있다.
인도 도시 콜카타에서 촬영된 단편 여행 다큐멘터리인 '콜카타의 맛(The Flavor of Kolkata, 2015)'은 인도의 첫 3D 단편 여행 다큐멘터리였다.

## 내용
여행 다큐멘터리는 다큐멘터리의 한 종류이다. 여행 다큐멘터리는 일반적으로 여행에 대한 이야기를 들려주거나 여행지를 소개한다. 일반적으로 다큐멘터리에는 주인공이 등장한다. 이 주인공은 관객에게 지역의 랜드마크, 문화 경관, 음식, 풍습을 소개한다. 이러한 다큐멘터리를 통해 시청자는 지역, 역사, 방문할 가치가 있는 장소를 더 잘 이해할 수 있다. 따라서 여행 다큐멘터리는 인문 지리 다큐멘터리라고도 할 수 있다. 이들은 관객이 한 장소를 더 잘 이해하도록 이끌 수 있다.

## 주요 인물
- 일라이어스 버튼 홈스는 "여행기(travelogue)"라는 용어를 만든 미국의 여행가, 사진작가, 영화 제작자였다. 50년 넘게 매년 여름 홈스는 전 세계를 여행한 다음 겨울에는 미국의 강당을 순회했다. 1945~46년 시즌에만 그는 157개의 2시간짜리 강연을 했다. 생애 말년까지 홈스는 뉴욕, 보스턴, 필라델피아와 같은 도시에서 많은 관객을 끌어모았던 8,000회 이상의 여행기 강연을 했다. (여행 영화 아카이브).
- 산토시 조지 쿨랑가라는 130개국 이상을 여행하며 자신의 TV 프로그램인 산차람을 통해 기록한 전문 여행가이자 미디어 인물이다. 그는 여행과 역사를 탐구하는 TV 채널인 사파리 TV를 소유하고 있다.[9]
- 앙드레 드 라 바르는 17세에 영화 카메라를 구입하여 유럽으로 갔다. 1924년, 그는 버튼 홈스의 카메라맨이 되었다. 1930년대부터 드 라 바르는 주요 할리우드 스튜디오를 위한 단편 영화를 만드는 독립 영화 제작자가 되었다. 그는 다음 40년 동안 끊임없이 여행하며 촬영했다. (여행 영화 아카이브).
- 제임스 A. 피츠패트릭은 225개의 여행기를 만들었으며 그 과정에서 세계를 25번 여행했다. 1923년, 그는 피츠패트릭 픽처스를 설립하여 당시 미국 관객들에게 국제 영화가 거의 없었던 시기에 세계에 대한 표준 이미지 세트를 제공했다.[10]
- 칼 더들리는 300개의 여행 모험 영화를 만들었다. 모든 것은 1935년 그가 영화 제작진으로 타히티, 호주, 인도로 여행하면서 시작되었다. 1944년, 그는 더들리 픽처스 코퍼레이션을 시작했다. 그는 시네라마의 '남태평양 모험(South Seas Adventure)'으로 가장 잘 알려져 있다. (여행 영화 아카이브).
- 로버트 플래허티는 1922년 최초의 상업적으로 성공한 장편 다큐멘터리인 북극의 나누크를 연출하고 제작한 미국 영화 제작자였다.[11]
- 유진 캐슬은 여행 영화 제작자는 아니었지만, 그의 회사인 캐슬 필름즈는 가정을 위한 가장 큰 영화 배급사였으며 여행기의 인기를 높이는 데 기여했다. 캐슬은 1947년 자신의 회사를 유니버설에 3백만 달러에 매각했다. (여행 영화 아카이브).
- 빌 버루드는 1958년 트레저 TV 시리즈와 '오픈 로드(The Open Road)'를 제작했다. 그는 "트래번처(traventure)"라는 용어를 만들었다.
- 에드워드 M. 뉴먼은 1930년대 워너 브라더스 스튜디오를 위해 많은 여행기를 제작했다.
- 스카이 게이븐은 2015년에 배우 셰이 미첼이 출연하는 가장 다작의 디지털 여행 시리즈인 "셰이케이션(Shaycation)"을 제작한 미국 기업가이다. 이 시리즈는 유튜브 형식의 제작 방식을 바꾸고 여행 장르의 선구자로서 자리매김했다.

## 주목할 만한 예시
- 어메이징 레이스
- 어리석은 해외 여행 - 칼 필킹턴 진행
- 앤서니 부르댕: 노 레저베이션 - 여행 및 음식 다큐멘터리
- 80가지 보물로 세계 일주 - 댄 크루크샹크와 함께. 2005년 BBC에서 처음 방영.
- 빅 크레이지 패밀리 어드벤처
- 브라질 위드 마이클 페일린
- 범프!
- 바이 애니 민즈
- 지구상에서 가장 멋진 장소들
- 디파처스
- 개발도상국 목적지
- 돈 텔 마이 마더 - 디에고 부뉴엘 진행.
- 익스트림 트렉스
- 익스트림 베케이션스
- 풀 서클 위드 마이클 페일린
- 겟어웨이
- 낙원으로의 도피
- 겟 아우타 타운
- 글로브 트레커
- 글러튼 포 퍼니시먼트
- 더 그레이트 아웃도어스
- 홀리데이
- 히말라야 위드 마이클 페일린
- 인트레피드 저니즈
- 론리 플래닛: 덜 여행한 길
- 론리 플래닛 식스 디그리스
- 롱 웨이 다운
- 롱 웨이 라운드
- 롱 웨이 업
- 매드벤처스
- 80일간의 세계 일주 위드 마이클 페일린
- 마이클 페일린의 헤밍웨이 어드벤처
- 마이클 페일린의 뉴 유럽
- 마이데스티네이션.TV
- 인생의 한숨 - 역시 칼 필킹턴 진행
- 한니발의 흔적을 따라서 2010년 BBC에서 첫 방영
- 패스포트 투 유럽
- 극지에서 극지까지
- 피노이 어브로드는 전 세계의 해외 필리핀 노동자들을 대표한다.
- 레이스 어크로스 더 월드
- 마지못해 여행하는 사람
- 릭 스티브스의 유럽
- 노먼 리더스와 함께 달리기
- 사하라 위드 마이클 페일린
- 산차람 (산토시 조지 쿨랑가라)
- 스캠 시티
- 셰이케이션
- 모건 프리먼과 함께하는 신의 이야기
- 캐시 피터스와 함께 갇히다
- 토모히로의 중국 철도 여행
- 트레이스라우트
- 업 업 앤 어웨이
- 위커스 월드
- 바퀴 위의 세계
- 세계에서 가장 위험한 도로 - 두 명의 유명인이 세계에서 가장 위험하다고 여겨지는 도로를 4x4로 여행하는 BBC 시리즈.
- 월드 트래블스 - 로빈 에스록과 줄리아 디몬 진행. 2008년 OLN에서 첫 방영.
- 익스트림 투어리스트
- 익스트림 트래블
- 베이그 디렉션[12][13]

## 방송국
다음은 주로 여행 관련 콘텐츠를 방영하는 TV 방송국이다.
- 디스커버 바베이도스 TV
- 에바지옹
- 러시안 트래블 가이드
- 트래블 채널
- 트래블 채널 (인터내셔널)
- 트래블 + 이스케이프
- 트래블XP
- 보야지 텔레비전

## 같이 보기
- 디지털 스토리텔링
- 다큐드라마
- 에스노픽션
- 영상인류학
- IMAX
- 몬도 영화
- 자연 다큐멘터리
- 뉴스 영화
- 실제 영화
- 사실주의
- 세미다큐멘터리
- 트래블 채널
- 여행문학
- 시각사회학
- 영상인류학

### 참고 문헌
- Ruoff, Jeffrey (2006). 《Virtual Voyages: Cinema and Travel》 (영어). Duke University Press. ISBN 978-0-8223-3713-3 – 구글 도서 경유.
- Dana Benelli (2002) Hollywood and the Travelogue, Visual Anthropology, 15:1, 3 16, DOI: 10.1080/08949460210640
- Allison Griffith “'To the World the World We Show': Early Travelogues as Filmed Ethnography”, Indiana University Press, 293.
- “what is a travelogue,”  Travel Writing World, last accessed 29, December, 2019,

https://www.travelwritingworld.com/what-is-a-traveloguel
- Merritt Mecham, "The Documentarian as Tourist: Travel and Representation in Documentary"

http://film.byu.edu/aperture/?p=185

## 더 읽어보기
- Caldwell, Genoa, Editor. (1980). The Man Who Photographed the World: Burton Holmes : Travelogues, 1886-1938. Harry N Abrams. ISBN 0-8109-1059-4
- Caldwell, Genoa, Editor. (2006). Burton Holmes Travelogues: The Greatest Traveler of His Time, 1892-1952. Tacshen. ISBN 3-8228-4815-8
- Soule, Thayer. (2003). On the Road With Travelogues: 1935 - 1995 A Sixty-Year Romp. Authorhouse. ISBN 1-4107-9971-9